# ليوناردو سيكويرا
ليوناردو سيكويرا (بالإسبانية: Leonardo Sequeira) (26 أبريل 1995 بلا باندا في الأرجنتين - ) هو لاعب كرة قدم أرجنتيني في مركز مهاجم ‏.

## روابط خارجية
- ليوناردو سيكويرا على موقع قاعدة بيانات كرة القدم.إي يو (الإنجليزية)
- ليوناردو سيكويرا على موقع Soccerway.com (الإنجليزية)